# The Mighty Mighty Bosstones
The Mighty Mighty Bosstones was een ska-punkband uit Boston, Verenigde Staten.

## Biografie
De band is gevormd in 1983 en ze wordt vaak geroemd als de uitvinders van het skacore genre, een mix van hardcore punk en ska. Ze brachten zeven studioalbums, drie ep's en een livealbum uit voordat ze in 2003 voor vier jaar uit elkaar gingen. Nadat ze in 2007 weer bij elkaar waren gekomen brachten ze een compilatiealbum uit en vier nieuwe studioalbums. In januari 2022 kondigden ze via hun website aan te stoppen als band.

## Discografie

### Studioalbums
- Devil's Night Out (1989)
- More Noise and Other Disturbances (1992)
- Don't Know How to Party (1993)
- Question the Answers (1994)
- Let's Face It (1997)
- Pay Attention (2000)
- A Jackknife to a Swan (2002)
- Medium Rare (B-Sides - 2007)
- Pin Points And Gin Joints (2009)
- The Magic Of Youth (2011)

### Livealbums
- Live From The Pit (1997)
- Live From the Middle East (1998)

### Ep's
- Where'd You Go? (1991)
- Ska-Core, The Devil, and More (1993)
- Simmer Down (1994) (promotie)
- Here We Go Again (1995)
- So Far, So Good (1997) (promotie)
- A Sample (1997) (promotie, cassette only)
- Wake Up Call (1998) (promotie)
- Selections From The Middle East (1998) (promotie)
- Toe Tapping Treats (2000) (promotie; inclusief een nummer van Sum 41)
- Awfully Quiet (2001)
- Don't Worry Desmond Dekker (2008)
- Impossible Dream/Next To Nothing (2009) (7" single met de nummers "Impossible Dream" en "Next To Nothing")